# Fontana delle Conche
Fontana delle Conche, även benämnd Fontana delle Tre Conche a Via Flaminia, är en fontän i hörnet av Via Flaminia och Via di Villa Giulia i Quartiere Pinciano i Rom. Fontänen, som är belägen vid Palazzo del Notariato, består av tre kärl och ett brunnskar. Fontänen förses med vatten från Acqua Vergine.

## Beskrivning
Påve Julius III lät åren 1551–1553 uppföra Villa Giulia. Han beställde även flera fontäner, av vilka Fontana delle Conche utgör en. År 1672 förvärvade kardinal Federico Borromeo egendomen och lät restaurera fontänen; den inskriptionsplakett, som han lät placera ovanför fontänen, sitter fortfarande på plats. Sitt nuvarande utseende fick fontänen år 1934.